# 탄트~R
《탄트~R》 (Puzzle & Action Tant-R, 일본어: タントア〜ル)은 1993년 세가에서 출시한 퍼즐모음 게임이다.

## 캐릭터 설정
모든 캐릭터들의 디자인은 자사의 액션 게임 《보난자 브라더스》가 모티브이다.

## 게임 설정
주인공인 탐정 2명이 탈주범을 쫓는 스토리로써 탈주범이 부하들을 불러들어 퍼즐을 풀거나 맞추는 설정이다. 1게임에 4스테이지로 스테이지 수 만큼 부하의 수명도 같다. 스테이지가 끝나면 중간에 보너스가 있고,모든 스테이지가 끝나면 탈주범이 숨은 장소를 찾는 마지막 게임까지 있다. 물론 점수는 이 게임에 해당은 없다.
각 부하들의 숫자는 다음과 같다.
- 스테이지1: 탈주범과 같은 교도소에 수감되었던 동료 탈주범 1명
- 스테이지2: 멕시칸 부하 2명
- 스테이지3: SM 여왕 부하 3명
- 스테이지4: 모히칸 부하 4명

## 미니 게임 목록
미니 게임은 총 16가지가 있으며 보너스 게임과 탈주범을 찾는 게임까지 있다. 하트를 선택한 경우 하트가 자신의 것이 되어 3분의 1을 가지고 임의로 게임이 선택된다. 하트 3개를 모으면 라이프 하나가 추가된다. 16가지 게임중 5가지만 한방게임이 있지만 나머지는 여러번을 성공시켜야 클리어하는 게임이 대부분 있다. (스테이지1에는 3~4번, 2에는 4~5번, 3~4 전반에는 5~6번, 4 후반에는 7번. 단, 로봇만들기는 스테이지마다 번수가 적다.) 부하 1명당 4개의 게임으로 진행한다. 2인 대결에서는 한방 게임이나 번수게임에서 이기면 이기는 사람이 다음 게임을 선택할 수 있다. 단, 한방 게임에서 실패하거나 번수게임에서 비길 경우 두 사람이 선택할 수 있다.

### 한방 게임
한방 게임은 한번의 게임으로만 진행할 수 있다. 이 게임들을 실패하여 라이프 수가 줄었다 해도 클리어 되기 때문에 많이 선택할 때도 있다. 산도알(보물을 찾아라)에도 한방게임이 있지만 실패하면 라이프가 줄어든 후 다시 진행해야 하는 설정으로 변경되었다. 다만, 플레이스테이션 2 이식판의 한방게임은 원작과 동일하다.
- 닭 깨우기
  - 풍선 바람넣기로 닭을 여러번 깨우는 게임. 번수이미지가 보이지만 엄연히 한방 게임이며, 2인 플레이 시에는 모두 합쳐 지정된 횟수만큼 깨우도록 설정되어 있다.
- 미로
  - 미로게임이다. 무작위로 미로를 만든 후 시간안에 도착해야 한다. 제한시간이 적을수록 힘들어진다.
- 시간 맞추기
  - 스톱워치로 시간을 맞추는 게임. 유일하게 시간 제한은 없으나 기회는 3번이며, 지정된 시간(합격선) 안에 맞춰야 한다. 2인 플레이 시에는 5초를 넘기지 않으면서 5초에 가까운 쪽이 승리한다.
- 돌과 보석
  - 퍼즐게임. 4×4의 퍼즐로 3개의 돌과 3종류의 보석(가넷, 에메랄드, 사파이어)이 각각 4개씩 있고, 한 칸이 비어 있다. 경계선이 나오고 보석이 선택된 다음 그 선택된 보석이 경계선에 들어가면 클리어할 수 있다.
- 개구리 연못
  - 한 연못에서 개구리의 집을 채워 놓으면 성공. 연못 안에 바위 여러개가 있다.

### 번수 게임
번수 게임은 한 게임에 3~7번 정도로 번수를 다 성공하면 클리어하는 게임이다. 이것을 기반으로 이치단트알에는 한방 게임은 없고 번수 게임(홀수)만 있다.
- 모자 속의 꽃을 찾아라!
  - 꽃이 있는 1개의 모자와 3개의 모자를 놓고 섞은 다음 4개의 모자 중에 꽃이 있는 모자를 찾는 퍼즐게임.
- 닌자를 찾아라!
  - 닌자가 여기저기 돌아다닌 다음 노란색 닌자가 마지막으로 숨은 곳을 찾아야 한다. 보라색 닌자를 찾으면 오답 처리된다.
- 슬롯머신 줄 맞추기
  - 슬롯머신의 모양들이 섞인 상황에서 해당하는 5개의 모양이 한줄로 파악한 다음 첫 번째 모양을 찾는다.
- 겹치는 4개의 숫자
  - 겹치고 있는 4개의 다른 숫자를 찾는 게임.
- 블록 세기
  - 화면에 놓여 있는 블록의 수를 맞추는 게임이다. 비교적 쉽다.
- 색과 도형 연상
  - 색과 도형, 크기, 파도수, 방향, 위치를 연상하여 찾는 게임. 3개의 힌트가 주어진다.
- 그림퍼즐 맞추기
  - 6개의 그림퍼즐 조각을 맞추는 게임. 총 9종류의 사진이 있다.
- 로봇 만들기
  - 로봇의 부품을 찾아 로봇을 만드는 게임. 부품을 찾다가 잘못 선택하면 라이프 수가 줄기 때문에 주의해야 한다.
- 동물울음 기억하기
  - 동물울음을 기억한 다음 순서를 맞추는 게임이다. 한번이라도 틀리면 다시 보여준다. 동물은 개 3마리, 고양이 3마리, 개구리 3마리, 젖소 3마리, 돼지 2마리, 사자 2마리가 있다.
- 도형 덧셈뺄셈
  - 도형과 덧셈뺄셈을 보여주고 물음표에 알맞은 도형을 찾으면 성공.
- 사진 찍기
  - 움직이는 물체를 찍고, 지정된 영역 안에 물체가 잘 보이면 성공. 그러나 물체의 이동 속도가 빠르며, 판정이 어려워지기도 하기 때문에 비교적 어려운 게임이다.

### 보너스 게임
스테이지가 끝나고 중간에 보너스 게임이 진행한다. 비행기를 타고 장애물을 지나 풍선을 먹는다. 적어도 많이 먹어야 하며 최소 15개 이상 먹으면 라이프가 추가된다.

### 탈주범 찾기
모든 스테이지가 끝나고 지도를 보고 탈주범이 숨은 곳을 찾는 최종 스테이지. 틀리면 라이프수가 줄어든 후 탈주범이 다른곳으로 도망가 숨는다. 탈주범이 숨은 곳을 찾으면 완전히 성공하여 명예의 전당의 이니셜을 새긴 다음 게임이 끝난다.

## 시리즈
- 이치단트알: 두 번째 시리즈로 (연극형식으로) 두명의 기사가 공주를 구하는 스토리.
- 산도알: 세 번째 시리즈로 탐험가가 되어 보물을 찾는 스토리. 시리즈 최초의 3D 게임이며, "Treasure Hunt", "보물을 찾아라"라고도 한다.

## 평가
| 평가                                                         |                  |
| ------------------------------------------------------------ | ---------------- |
| 평론 점수 평론사 점수 Beep! MegaDrive 7/10 (Game Gear) [ 1 ] |                  |
| 평론 점수                                                    |                  |
| 평론사                                                       | 점수             |
| Beep! MegaDrive                                              | 7/10 (Game Gear) |